# Rechsteineria uleana
Rechsteineria uleana là một loài thực vật có hoa trong họ Tai voi. Loài này được (Fritsch) Fritsch miêu tả khoa học đầu tiên năm 1913.